# Fakel Novy Ourengoï (volley-ball féminin)
Le Fakel Novy Ourengoï est un ancien club russe de volley-ball basé à Novy Ourengoï qui a fonctionné de 1992 à 2014. 

## Historique
Fakel Novy Ourengoï est créée en 1992. À la fin de la saison 2013-2014, le club a été annoncé la dissolution de la section volley-ball féminin "Fakel".

## Effectifs

### Saison 2013-2014 (Dernière équipe)
Entraîneur : Iouri Pantchenko  Russie